# UET Trotting Masters

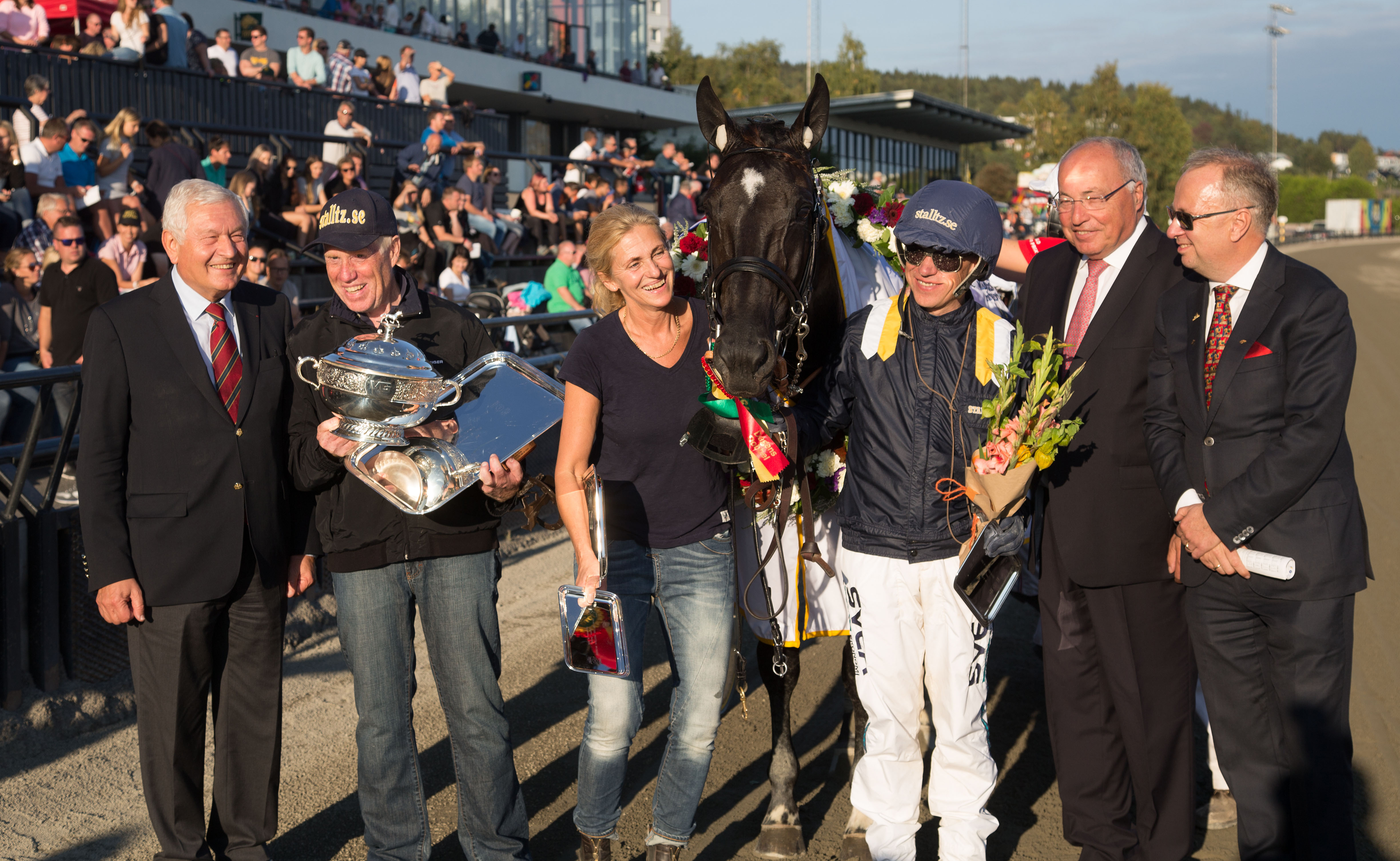
Nuncio après avoir remporté la finale de l'UET Trotting Masters en septembre 2016.

Le UET Trotting Masters (ou finale des Masters du trot) était une course hippique de trot attelé se déroulant en septembre sur un hippodrome européen, différent tous les ans, désigné par l'UET.
C'était une course européenne de Groupe I réservée aux chevaux de 4 ans et plus. L'épreuve se dispute sur une distance variable, en fonction de la configuration de l'hippodrome choisi, et son allocation s'élève à environ 500 000 €.
Cette épreuve créée en 2012 voit s'affronter quelques-uns des meilleurs trotteurs européens, qualifiée pour cette finale en fonction de leur classement dans les Masters Series, un ensemble de courses disputées dans toute l'Europe. Les Masters du trot sont remplacés en 2023 par le circuit Élite UET composé de quinze étapes et qui se clôt par une finale en automne.

## Palmarès depuis 2012
| Année | Hippodrome     | Allocation                                                               | Vainqueur                                                                | S/A                                                                      | Père                                                                     | Pays                                                                     | Driver                                                                   | Entraîneur                                                               | Deuxième                                                                 | Troisième                                                                | Distance                                                                 | Réd.km                                                                   |
| ----- | -------------- | ------------------------------------------------------------------------ | ------------------------------------------------------------------------ | ------------------------------------------------------------------------ | ------------------------------------------------------------------------ | ------------------------------------------------------------------------ | ------------------------------------------------------------------------ | ------------------------------------------------------------------------ | ------------------------------------------------------------------------ | ------------------------------------------------------------------------ | ------------------------------------------------------------------------ | ------------------------------------------------------------------------ |
| 2021  | Vincennes      | Épreuve non disputée                                                     | Épreuve non disputée                                                     | Épreuve non disputée                                                     | Épreuve non disputée                                                     | Épreuve non disputée                                                     | Épreuve non disputée                                                     | Épreuve non disputée                                                     | Épreuve non disputée                                                     | Épreuve non disputée                                                     | Épreuve non disputée                                                     | Épreuve non disputée                                                     |
| 2020  | Solvalla       | Épreuve annulée en raison de la pandémie de Covid-19 au cours de l'année | Épreuve annulée en raison de la pandémie de Covid-19 au cours de l'année | Épreuve annulée en raison de la pandémie de Covid-19 au cours de l'année | Épreuve annulée en raison de la pandémie de Covid-19 au cours de l'année | Épreuve annulée en raison de la pandémie de Covid-19 au cours de l'année | Épreuve annulée en raison de la pandémie de Covid-19 au cours de l'année | Épreuve annulée en raison de la pandémie de Covid-19 au cours de l'année | Épreuve annulée en raison de la pandémie de Covid-19 au cours de l'année | Épreuve annulée en raison de la pandémie de Covid-19 au cours de l'année | Épreuve annulée en raison de la pandémie de Covid-19 au cours de l'année | Épreuve annulée en raison de la pandémie de Covid-19 au cours de l'année |
| 2019  | Vincennes      | 380 000 €                                                                | Bahia Quesnot                                                            | F.8                                                                      | Scipion du Goutier                                                       | France                                                                   | Junior Guelpa                                                            | Junior Guelpa                                                            | Bold Eagle                                                               | Mindyourvalue F                                                          | 2 700 m                                                                  | 1'11"9                                                                   |
| 2018  | Ostersund      | 4 000 000 SEK                                                            | Milligan's School                                                        | M.5                                                                      | Muscle Hill                                                              | États-Unis                                                               | Ulf Eriksson                                                             | Stefan Melander                                                          | Readly Express                                                           | Sorbet                                                                   | 2 140 m                                                                  | 1'10"5                                                                   |
| 2017  | Vincennes      | 400 000 €                                                                | Aubrion du Gers                                                          | H.7                                                                      | Memphis du Rib                                                           | France                                                                   | Jean-Michel Bazire                                                       | Jean-Michel Bazire                                                       | Bold Eagle                                                               | Twister Bi                                                               | 2 700 m                                                                  | 1'11"6                                                                   |
| 2016  | Bjerke         | 3 797 800 NOK                                                            | Nuncio                                                                   | M.5                                                                      | Andover Hall                                                             | États-Unis                                                               | Orjan Kihlström                                                          | Stefan Melander                                                          | Oasis Bi                                                                 | Mosaique Face                                                            | 2 100 m                                                                  | 1'10"7                                                                   |
| 2015  | Mons           | 504 000 €                                                                | Mosaique Face                                                            | M.6                                                                      | Classic Photo                                                            | Suède                                                                    | Lutfi Kolgjini                                                           | Lutfi Kolgjini                                                           | Creatine                                                                 | Oasis Bi                                                                 | 2 300 m                                                                  | 1'11"7                                                                   |
| 2014  | Charlottenlund | 3 730 250 DKK                                                            | Ed You                                                                   | H.7                                                                      | Love You                                                                 | Suède                                                                    | Torbjörn Jansson                                                         | Robert Bergh                                                             | Mosaique Face                                                            | Canaka B.F.                                                              | 2 500 m                                                                  | 1'12"4                                                                   |
| 2013  | Vincennes      | 500 000 €                                                                | Ready Cash                                                               | M.8                                                                      | Indy de Vive                                                             | France                                                                   | Franck Nivard                                                            | Thierry Duvaldestin                                                      | Timoko                                                                   | The Best Madrik                                                          | 2 700 m                                                                  | 1'11"9                                                                   |
| 2012  | Solvalla       | 4 517 000 SEK                                                            | Sebastian K.                                                             | M.6                                                                      | Korean                                                                   | Suède                                                                    | Ake Svanstedt                                                            | Ake Svanstedt                                                            | Save The Quick                                                           | Quarcio du Chêne                                                         | 2 140 m                                                                  | 1'11"7                                                                   |